# Gilles Binchois

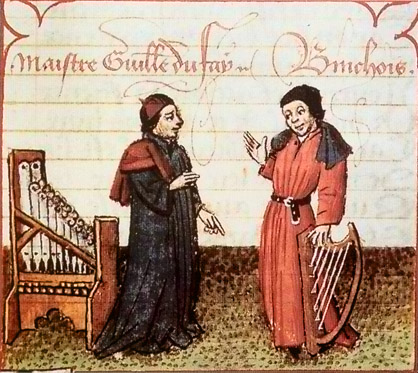
Binchois (a la derecha), con Guillaume Dufay.

Gilles Binchois, también conocido como Jopalux, de Binche o Gilles de Bins (Mons, Bélgica, c. 1400 - Soignies, Bélgica, 20 de septiembre de 1460) fue un compositor franco-flamenco, uno de los primeros miembros de la escuela borgoñona, y uno de los tres compositores más famosos del siglo XV. 
Aunque a menudo se le sitúa en importancia por detrás de sus contemporáneos Guillaume Dufay y John Dunstable, los estudios más recientes indican que su influencia fue sin duda mayor que cualquiera de los otros dos, ya que sus obras fueron plagiadas, y a menudo reutilizadas como material original para crear otras obras, con más frecuencia que las de cualquier otro compositor de la época. Así pues se considera a estos tres compositores los más importantes de la música del siglo XV.

## Vida
Nació probablemente en la ciudad belga, valona, de Mons, hijo de Jean y Johanna de Binche, que podrían haber sido naturales de alguna población cercana a la ciudad del mismo nombre. Su padre era un concejal del duque Guillermo IV de Hainaut, y también tuvo una posición en una iglesia de Mons. No se sabe nada sobre Gilles hasta 1419, cuando fue nombrado organista en la Iglesia de Santa Valdetrudis de Mons. En 1423 se fue a vivir a Lille, ya en Francia. Hacia esta época es posible que sirviera como soldado al servicio de los borgoñones, o tal vez en el condado inglés de Suffolk, como se indica en el motete "Déploration (o Planctus) sur la mort de Binchois", escrito por Johannes Ockeghem en ocasión de su muerte.
En varias momentos a finales de los años 1420 se incorporó a la corte de Borgoña. Recibe instrucción en la catedral de Cambrai, de la mano de Guillaume Dufay. En 1424 entra al servicio de William de la Pole, y en 1430 de Felipe el Bueno, duque de Burgundia, hasta que obtiene el cargo de Secretario Honorario de la Corte en 1437. Por su motete Nove cantum Melodie de 1431 parece evidente que fue también cantante, ya que éste incluye un texto con una lista de sus 19 cantantes originales. 
Se retiró finalmente a su patria, a Soignies, seguramente con una importante pensión por sus largos años de excelente servicio a la corte borgoñona, lo que sin duda le propiciaría una vida acomodada.

## Música e influencia
Binchois es considerado como uno de los mejores melodistas del siglo XV. Sus canciones aparecen en varias copias décadas después de su muerte, y son a menudo utilizadas a posteriori como fuente para la composición de otros autores. La mayor parte de su música, incluso su música sacra, es sencilla y clara en su estructura, a veces incluso en extremo. Sería difícil imaginar un contraste mayor entre Binchois y la extrema complejidad del Ars Subtilior. La mayor parte de sus canciones seculares usan la forma rondeau, la forma de canción más común de ese siglo. Binchois sin embargo rara vez escribió canciones estróficas, sino que hizo de forma independiente la melodía y la rima de los versos.
Binchois escribió música para la corte, canciones de amor y de caballerías, la preferida de los Duques de Borgoña, lo que le hizo ser muy apreciado por ellos. Considerado, junto a John Dunstable y Guillaume Dufay, uno de los pilares de la música del siglo XV, los supera en inventiva melódica, pero permaneció en un plano más conservador que el de sus insignes colegas. Director del Colegio de la Iglesia de San Vicente en 1452, muere y es enterrado en dicha iglesia de Soignies el 20 de septiembre de 1460.